# Dominique Colonna
Pour les articles homonymes, voir Colonna et Colonne.
Dominique Colonna, né le 4 septembre 1928 à Corte (Corse) et mort le 12 septembre 2023 dans la même ville, est un footballeur puis entraîneur français. Il joue au poste de gardien de but de la fin des années 1940 au début des années 1960. Il évolue dans les clubs du SO Montpellier, du Stade français - Red-Star, de l'OGC Nice et du Stade de Reims.
Il remporte quatre titres de champion de France: le premier en 1956, sous les couleurs niçoises, les trois autres en 1958, 1960 et 1962 avec Reims. Il gagne également avec les Rémois la coupe de France en 1958. Il est également finaliste de la coupe des clubs champions européens en 1959 avec Reims.
En équipe de France, il est sélectionné à treize reprises et participe à la Coupe du monde 1958 où la France termine troisième.

## Biographie
Dominique Colonna, dit « Dumè », commence sa carrière au club amateur de l'USC Cortenais. En 1948, il suit son frère, étudiant en médecine, à Montpellier, et signe son premier contrat professionnel au SO Montpellier. Il partage le poste de gardien avec Antoine Pons et dispute douze matchs du Championnat de France de football 1948-1949 que le club termine douzième. En fin de saison, il rejoint avec son coéquipier André Laborde le Stade Français-Red Star.
Le club parisien est cependant abonné aux dernières places du championnat et descend en 1951. Dominique Colonna et ses coéquipiers remportent le championnat de division 2 avec la meilleure attaque et la seconde défense. Deux ans après, le club connaît une nouvelle relégation mais ne parvient pas à remonter et termine treizième de division 2 en 1955.
Dominique Colonna rejoint alors l'OGC Nice, il devient rapidement le gardien titulaire à la place de Babkin Hairabedian et remporte en fin de saison le championnat de France. Les Niçois finissent le championnat avec la meilleure défense. En fin de saison, l'OGC Nice dispute le challenge des champions face à l'UA Sedan-Torcy. Colonna est battu par un tir de Diego Cuenca à la 63e minute et Nice s'incline 1-0. L'année suivante, le club parvient en quart de finale de la Coupe des clubs champions européens en éliminant l'AGF Aarhus puis les Glasgow Rangers après un match d'appui. Colonna et ses coéquipiers sont battus par le Real Madrid d’Alfredo Di Stéfano, futur vainqueur de l'épreuve, sur le score de 6-2 sur les deux matchs. 
Les bonnes performances de Dominique Colonna le font appeler en équipe de France le 21 octobre 1956, il est remplaçant de François Remetter lors d'un match disputé à Colombes face à l'URSS.
Il rejoint en 1957 le Stade de Reims et connait le 1er septembre 1957 sa première sélection nationale. Les Français s'imposent en Islande 5-1 en qualification de la coupe du monde, Colonna détourne magistralement un penalty tiré par Thordur Jonsson à la 37e minute. Avec les Rémois, il réalise le doublé championnat-coupe de France. Les Champenois battent en finale de la coupe leur dauphin en championnat, le Nîmes Olympique 3-1. Lors de ce match, il est heurté à la 82e minute par Hassan Akesbi, blessé à l'épaule, il doit laisser sa place dans les buts à Jean Vincent et se replace comme joueur sur l'aile gauche. Il est sélectionné avec six de ses coéquipiers rémois pour la coupe du monde de football 1958. Comme remplaçant, il assiste du banc de touche au parcours de ses coéquipiers qui ne s'inclinent qu'en demi-finale face au Brésil puis remportent la troisième place face aux Allemands.
En 1958, le Stade de Reims remporte en novembre le challenge des champions en battant de nouveau le Nîmes Olympique 2-1. En coupe d'Europe, le club champenois se hisse en finale mais doit s'incliner face au Real Madrid 2-0. Dominique Colonna parvient cependant à arrêter un pénalty à la 12e minute. 
L'année suivante, les Rémois triomphent de nouveau en championnat de France avec sept points d'avance sur le Nîmes Olympique et onze sur le Racing Club de France ne subissant que 4 défaites en 38 matchs. Les Champenois emportent de nouveau le challenge des champions en fin de saison. 
Non sélectionné pour le premier championnat d'Europe des nations, les sélectionneurs lui préférant Georges Lamia et Jean Taillandier, il connaît donc sa dernière sélection avec l'équipe de France en avril 1961. Les Français s'inclinent, au stade Chamartín, contre les Espagnols (2-0), Dominique Colonna remplaçant Pierre Bernard à la mi-temps.
Avec le Stade de Reims, Colonna et ses coéquipiers continuent à dominer sans partage le football français, gagnant une nouvelle fois le championnat en 1962 et finissant vice-champion en 1963. Dominique Colonna met fin à sa carrière sur cette dernière saison.
Après une période de repos en Corse, Il prend alors le chemin de l’Afrique et se fait engager comme entraîneur du Cameroun de 1963 à 1965. Surnommé le « Mamoun (chef de tribu local) blanc », il sélectionne et construit l'équipe nationale dans ce pays qui vient d’accéder à l'indépendance et forme pendant 6 ans des gardiens de but camerounais. Il occupe de 1965 à 1974 le rôle de conseiller technique pour les états d'Afrique Centrale et du Congo Kinshasa. Il dirige également avec Raymond Fobete, en 1970, le Cameroun lors de la coupe d'Afrique des nations.
Rentré en France, il devient en 1995 vice-président de l'Olympique de Marseille présidé par Pierre Cangioni son ami Corse puis il rentre au pays et prend la présidence de son club formateur l'US Corte.
Il est par ailleurs le premier gagnant de la première édition du loto sportif, en 1985.
Depuis sa retraite, il est propriétaire d'un bar à Corte et s'est reconverti dans l'hôtellerie et la restauration dans la vallée de La Restonica avec l'«auberge de la Restonica».
En 2022, le magazine So Foot le classe dans le top 1000 des meilleurs joueurs du championnat de France, à la 51e place.
Il possède une bergerie sur les hauteurs du cours de La Restonica, où il aime passer ses journées au calme près de la nature. 
Il décède le 12 septembre 2023 à Corte, à l'âge de 95 ans. À cette date, il est le doyen des internationaux français. Il est inhumé au cimetière de Corte.

## Décoration
- Médaille d'honneur de la jeunesse et des sports (1958)[17]

## Statistiques

### En club
Le tableau ci-dessous résume les statistiques en match officiel de Dominique Colonna durant sa carrière de joueur professionnel,,.
| Saison                | Club                    | Championnat           | Championnat | Championnat | Coupe(s) nationale(s) | Coupe(s) nationale(s) | Compétition(s) continentale(s) | Compétition(s) continentale(s) | Compétition(s) continentale(s) | Coupe Drago | Coupe Drago | Barrages d'accession | Barrages d'accession | France | France | Total | Total |
| Saison                | Club                    | Division              | M.          | B.          | M.                    | B.                    | Comp.                          | M.                             | B.                             | M.          | B.          | M.                   | B.                   | M.     | B.     | M.    | B.    |
| 1948-1949             | SO Montpellier          | Division 1            | 12          | 0           | 1                     | 0                     | -                              | -                              | -                              | -           | -           | -                    | -                    | -      | -      | 13    | 0     |
| 1949-1950             | Stade français-Red Star | Division 1            | 26          | 0           | 1                     | 0                     | -                              | -                              | -                              | -           | -           | -                    | -                    | -      | -      | 27    | 0     |
| 1950-1951             | Stade français-Red Star | Division 1            | 24          | 0           | 1                     | 0                     | -                              | -                              | -                              | -           | -           | -                    | -                    | -      | -      | 25    | 0     |
| 1951-1952             | Stade français          | Division 2            | 31          | 0           | 6                     | 0                     | -                              | -                              | -                              | -           | -           | -                    | -                    | -      | -      | 37    | 0     |
| 1952-1953             | Stade français          | Division 1            | 27          | 0           | 4                     | 0                     | -                              | -                              | -                              | -           | -           | -                    | -                    | -      | -      | 31    | 0     |
| 1953-1954             | Stade français          | Division 1            | 24          | 0           | 3                     | 0                     | -                              | -                              | -                              | 1           | 0           | 1                    | 0                    | -      | -      | 29    | 0     |
| 1954-1955             | Stade français          | Division 2            | 10          | 0           | -                     | -                     | -                              | -                              | -                              | -           | -           | -                    | -                    | -      | -      | 10    | 0     |
| 1955-1956             | OGC Nice                | Division 1            | 24          | 0           | 3                     | 0                     | -                              | -                              | -                              | -           | -           | -                    | -                    | -      | -      | 27    | 0     |
| 1956-1957             | OGC Nice                | Division 1            | 31          | 0           | 6                     | 0                     | C1                             | 7                              | 0                              | -           | -           | -                    | -                    | -      | -      | 44    | 0     |
| 1957-1958             | Stade de Reims          | Division 1            | 32          | 0           | 3                     | 0                     | -                              | -                              | -                              | -           | -           | -                    | -                    | 3      | 0      | 38    | 0     |
| 1958-1959             | Stade de Reims          | Division 1            | 26          | 0           | 3                     | 0                     | C1                             | 9                              | 0                              | 1           | 0           | -                    | -                    | 5      | 0      | 44    | 0     |
| 1959-1960             | Stade de Reims          | Division 1            | 32          | 0           | 4                     | 0                     | -                              | -                              | -                              | -           | -           | -                    | -                    | 2      | 0      | 38    | 0     |
| 1960-1961             | Stade de Reims          | Division 1            | 29          | 0           | 4                     | 0                     | C1                             | 2                              | 0                              | 1           | 0           | -                    | -                    | 3      | 0      | 39    | 0     |
| 1961-1962             | Stade de Reims          | Division 1            | 27          | 0           | 4                     | 0                     | -                              | -                              | -                              | -           | -           | -                    | -                    | -      | -      | 31    | 0     |
| 1962-1963             | Stade de Reims          | Division 1            | 26          | 0           | 1                     | 0                     | C1                             | 2                              | 0                              | -           | -           | -                    | -                    | -      | -      | 29    | 0     |
| Total sur la carrière | Total sur la carrière   | Total sur la carrière | 381         | 0           | 44                    | 0                     | -                              | 20                             | 0                              | 3           | 0           | 1                    | 0                    | 13     | 0      | 462   | 0     |

## Palmarès

### En club
- Champion de France en 1956 avec l'OGC Nice, en 1958, en 1960 et en 1962 avec le Stade de Reims
- Vainqueur de la Coupe de France en 1958 avec le Stade de Reims
- Champion de France de Division 2 en 1952 avec le Stade français
- Vainqueur du Challenge des Champions en 1958 et en 1960 avec le Stade de Reims
- Finaliste de la Coupe d'Europe des Clubs Champions en 1959 avec le Stade de Reims
- Vice-champion de France en 1963 avec le Stade de Reims
- Finaliste du Challenge des Champions en 1956 avec l'OGC Nice et en 1962 avec le Stade de Reims

### En équipe de France
- 13 sélections entre 1957 et 1961
- Participation à la Coupe du Monde en 1958 (3e)

### Statistique
- 340 matches en Division 1 (12 avec le SO Montpellier, 101 avec le Stade Français, 55 avec l'OGC Nice et 172 avec le Stade de Reims)